# جو ساگ
جوزف گراهام ساگ (متولد ۸ سپتامبر ۱۹۹۱) یک یوتیوبر، فیلم‌ساز، مؤلف و ویدئو بلاگر است. او برای داشتن کانال‌های ThatcherJoe, ThatcherJoeVlogs و ThatcherJoeGames مشهور است.